# Сырская волость
Сырская волость — административно-территориальная единица Липецкого уезда Тамбовской губернии Российской Империи, РСФСР.  Ликвидирована до 1926 года в результате административных реформ.

## Население
На 1873 год население волости 3 тыс. человек. 

## Власть
Сырская волость входила в 4-й участок земского начальника.
Хомутинников Андриан Васильевич — старший милиционер Сырской волости. В Липецкой милиции служил с декабря 1919 года. Скончался от ран во время преследования вооруженных бандитов. В канун 60-летия милиции в с. Сырское по инициативе жителей поставлен памятник-обелиск герою-милиционеру.

## Состав
Населенные пункты входившие в Сырская волость Липецкого уезда
с. Сырское
с. Подгорное
с. Хрущевка
с. Косыревка
д. Кулешовка
д. Федоровка
д. 1-я Яковлевка
д. 2-я Яковлевка
д. Коровина
Дикинская Пригородняя слобода

## Инфраструктура
Крестьяне государственные, все русские. Два училища, которые содержаться за счет земства.